# تانيا (ممثلة)
تانيا (بالإسبانية: Tania)‏ هي مغنية وممثلة إسبانية، ولدت في 13 أكتوبر 1893 في إسبانيا، وتوفيت في 17 فبراير 1999 ببوينس آيرس في الأرجنتين.

## وصلات خارجية
- تانيا على موقع IMDb (الإنجليزية)
- تانيا على موقع ميوزك برينز (الإنجليزية)
- تانيا على موقع قاعدة بيانات الفيلم (الإنجليزية)